# Danh sách câu lạc bộ bóng đá chơi ở giải của một quốc gia khác
Có một số câu lạc bộ bóng đá trên khắp thế giới có trụ sở tại một quốc gia/lãnh thổ nhưng chơi trong giải đấu của một quốc gia khác trong môn thể thao tương ứng của họ. Các điều kiện cạnh tranh trong một giải đấu nước ngoài, cũng như trong một cuộc cạnh tranh lục địa/liên bang, được xác lập từng trường hợp bởi liên đoàn thể thao quốc tế cũng như các liên đoàn thể thao có liên quan.
Các câu lạc bộ nằm ở các quốc gia đã sụp đổ mà sáp nhập với quốc gia khác, các quốc gia mới tách khỏi những nước khác, hoặc ngừng cạnh tranh trong hệ thống giải đấu của một quốc gia vì địa phương của họ đã được chuyển sang một quốc gia khác, không được đưa vào danh sách này.
Các câu lạc bộ chuyên nghiệp nổi tiếng nhất trong danh sách này bao gồm Swansea City, Cardiff City, AS Monaco và FC Vaduz.

## Quần đảo Anh
Trong lịch sử bóng đá FIFA, Vương quốc Liên hiệp Anh và Bắc Ai Len bao gồm bốn thành viên riêng biệt thuộc FIFAː Anh, Scotland, xứ Wales và Bắc Ai Len. Ngoài ra, do lịch sử gần gũi giữa Bắc Ai Len và Cộng hòa Ai Len, do đó giữa các thành viên FIFA này thường có các đội tuyển bóng đá thi đấu ở các hệ thống thi đấu của nhau.
Trong số này, Swansea City và Cadiff City (2 câu lạc bộ Wales chơi ở Anh) là hai câu lạc bộ chuyên nghiệp và nổi tiếng nhất. Một số câu lạc bộ đáng chú ý khác là The New Saints, câu lạc bộ từ Anh chơi ở giải của Wales, cũng là một câu lạc bộ chuyên nghiệp và thường xuyên đại diện cho Wales ở đấu trường châu Âu, Guernsey F.C. tập hợp hầu hết các cầu thủ trong đội tuyển quốc gia của Guernsey, một vùng lãnh thổ liên kết với Anh.

#### Anh / Scotland
→ : Anh ở Scotland

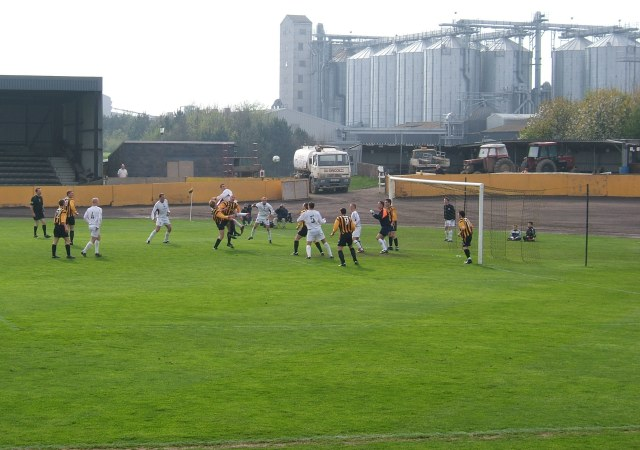
Shielfield Park, sân nhà của Berwick Rangers,một câu lạc bộ Anh chơi ở giải Scotland

- Berwick Rangers chơi trong hệ thống giải đấu bóng đá Scotland (Scottish League Two vào năm 2015-16).
- Tweedmouth Rangers chơi ở hạng 6 của hệ thống giải đấu bóng đá Scotland, ở giải Bóng đá Đông Scotland vào năm 2016 từ North Northumberland League.

 → : Scotland ở Anh
- Gretna chơi trong hệ thống giải đấu bóng đá Anh cho đến năm 2002 khi họ được bầu vào Liên đoàn bóng đá Scotland. Họ giải tán vào năm 2008, và câu lạc bộ kế nhiệm Gretna 2008 của họ tiếp tục chơi trong hệ thống giải đấu bóng đá Scotland.
- Annan Athletic chơi trong hệ thống giải đấu bóng đá Anh từ năm 1952 (khi gia nhập Carlisle và District League và Hiệp hội bóng đá Cumberland) đến năm 1977.
- Đã có những đề xuất cho Celtic và Rangers chơi trong các liên đoàn Anh, nhưng họ chưa bao giờ hành động.[1]

#### Anh / Wales
→ Wales: Anh ở Wales

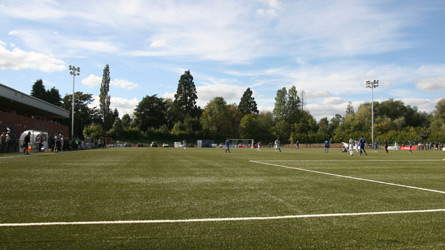
The New Saints ở giải Welsh Premier League chơi tại Park Hall một thị trấn Anh ở Oswestry

- The New Saints (trước đây là Total Network Solutions), một trong hai câu lạc bộ chuyên nghiệp trong Welsh Premier League, đại diện cho cả làng người Wales Llansantffraid-ym-Mechain và thị trấn người Anh Oswestry (hai nơi cách nhau 8 dặm/13 km). Họ sáp nhập vào năm 2003 với Oswestry Town đang gặp khó khăn về tài chính, một câu lạc bộ có trụ sở ở Anh nhưng đã chơi bóng đá ở Wales. Kể từ mùa giải 2007-08, họ đã chơi ở Oswestry, trong khi trước đó chơi tại Llansantffraid-ym-Mechain. Là những ứng viên thường xuyên cho danh hiệu vô địch Premier League xứ Wales và Welsh Cup, The New Saints đã đại diện cho Wales trong các giải thi đấu cấp châu lục ở châu Âu.
- Newcastle AFC từ Newcastle, Shropshire chơi trong hệ thống giải đấu bóng đá Wales (Mid Wales South League).
- Bucknell FC từ Bucknell, Shropshire chơi trong hệ thống giải đấu bóng đá Wales (Miền Trung Xứ Wales) cho đến mùa giải 2014-15. 
[2]
- Trefonen FC chơi trong hệ thống giải đấu bóng đá Welsh (Montgomeryshire League).
- Morda United chơi ở giải bóng đá xứ Wales, nhưng chuyển tới Liên đoàn West Midlands (trong hệ thống giải đấu bóng đá Anh) vào năm 1994. Câu lạc bộ trở lại nhưng chuyển tới Montgomeryshire League mùa giải 2014-15.
- Bishop's Castle Town đã chơi ở Montgomeryshire League, nhưng chuyển đến Shropshire County League (trong hệ thống giải đấu bóng đá Anh) vào năm 2010. Câu lạc bộ trở lại Montgomeryshire League trong mùa 2016-17.

Wales → : Wales ở Anh
- Cardiff City chơi ở Premier League (Giải ngoại hạng Anh)
- Swansea City chơi ở Championship (Giải hạng nhất Anh)
- Newport County chơi ở League Two (Giải hạng tư Anh)
- Wrexham chơi ở National League (Giải hạng năm Anh)
- Colwyn Bay chơi ở Northern Premier League Division One North (Giải hạng tám Anh)
- Merthyr Town chơi ở Southern Football League Premier Division (Giải hạng bảy Anh)
- Thêm vào đó, sân vận động Deva, sân nhà của Chester và trước đó là Chester City, nằm ở biên giới Anh - xứ Wales, và toàn bộ sân của nó là ở xứ Wales (mặc dù các văn phòng câu lạc bộ, là một phần của khu phức hợp sân vận động, ở Anh).

Mặc dù tất cả các câu lạc bộ trên đều chơi trong hệ thống giải đấu bóng đá Anh và được phép tham dự FA Cup, Wrexham, Colwyn Bay và Merthyr Town thuộc thẩm quyền của Hiệp hội Bóng đá xứ Wales cho các mục đích kỷ luật và quản lý. Swansea City, Cardiff City và Newport County trước đây đã có sự quản lý tương tự cho đến khi có sự sắp xếp với FA vào mùa giải 2011-12, đưa các đội bóng xứ Wales chơi trong bốn hạng bóng đá Anh hàng đầu dưới sự quản lý của FA.

Cardiff City (1921-29, 1952-57, 1960-62, 2013-14 và 2018-hiện tại) và Swansea City (1981-83 và 2011-18) đã chơi trong giải cao nhất của bóng đá Anh (hiện tại là Premier League - Ngoại hạng Anh). Cardiff City cũng là câu lạc bộ duy nhất không phải của Anh giành được chức vô địch FA Cup, giành chiến thắng năm 1927; họ lại đi đến trận chung kết trong năm 2008, buộc FAST Anh phải thay đổi các quy tắc để cho phép các CLB của Wales đại diện cho Anh tại các giải của UEFA nếu họ đủ điều kiện để làm điều đó. Swansea City vô địch cúp Liên đoàn Anh mùa giải 2012-13 và là câu lạc bộ đầu tiên của xứ Wales đủ điều kiện cho một cuộc thi châu Âu thông qua một địa điểm dành cho Hiệp hội Bóng đá Anh.
Các câu lạc bộ xứ Wales sau đây cũng đã từng chơi trong hệ thống giải đấu bóng đá Anh:
- Bangor City
- Barry Town
- Bridgend Town
- Caernarfon Town
- Newtown
- Rhyl
- Treharris[5]

Cho đến năm 1995, các câu lạc bộ trên đã được phép tham gia cúp Welsh, và đại diện cho Xứ Wales trong Cúp Winners 'Cup nếu họ giành chiến thắng. Các CLB chơi ở những vùng của nước Anh gần biên giới Wales cũng có thể chơi trong cúp Welsh theo lời mời, nhưng không thể đại diện cho Wales nếu họ thắng.

#### Bắc Ai Len/ Cộng hòa Ai Len
→ : Bắc Ai Len ở Cộng hòa Ai Len
- Hai câu lạc bộ khác nhau có tên Derry City đã chơi trong hệ thống giải đấu bóng đá của cộng hòa Ai Len:
- Câu lạc bộ ban đầu, được thành lập năm 1928, đã chơi trong hệ thống giải đấu bóng đá Bắc Ireland cho đến năm 1972, khi nó bị trục xuất khỏi Liên đoàn Bóng đá Ireland do các vấn đề liên quan đến vụ The Troubles. Sau đó, câu lạc bộ đã trải qua 13 năm không có giải đấu cho tới khi được nhận vào giải hạng thứ hai của Liên đoàn bóng đá Ireland năm 1985. Hai năm sau, họ giành được vị trí thứ nhất ở League of Ireland, và tiếp tục ở đó cho tới khi họ bị trục xuất năm 2009 vì quản lý tài chính yếu kém. Câu lạc bộ đã giải tán ngay sau đó.
- Một câu lạc bộ mới của thành phố Derry, được coi là một sự tiếp nối của ban đầu, được thành lập vào tháng 1 năm 2010 và đã được nhận vào hạng hai trong hệ thống giải thi đấu Ai Len bắt đầu từ mùa giải đó. Họ đã trở lại giải hạng cao nhất bằng cách giành danh hiệu First Division.

Derry City đã giành được danh hiệu vô địch của cả Bắc Ireland (1964-65) và Cộng hòa Ireland (1988-89, 1996-97), và cả cúp danh hiệu của cả Bắc Ireland (1948-49, 1953-54, 1963 -64) và Cộng hòa Ireland (1988-89, 1994-95, 2002, 2006, 2012), và đã đại diện cho cả Bắc Ailen và Cộng hòa Ireland trong các cuộc thi câu lạc bộ châu Âu.

#### Guernsey / Anh
→ : Guernsey ở Anh
- Guernsey F.C. chơi ở Isthmian League Division One South.

Các Liên đoàn bóng đá Guernsey không có sự công nhận quốc tế; nó có địa vị quận với Hiệp hội Bóng đá Anh.

## Châu Âu Lục địa
Ở châu Âu lục địa, hiện tượng thi đấu tại nước khác thường do đặc thù riêng của các quốc gia.
Loại thứ nhất là các câu lạc bộ từ các tiểu quốc tham gia vào giải thi đấu ở các nước lớn bên cạnh. Loại này bao gồm AS Monaco FC từ Monaco, thi đấu ở Pháp, FC Vaduz và 6 câu lạc bộ khác từ Liechteinsten, thi đấu ở Thụy Sĩ, FC Andorra từ Andorra, thi đấu ở Tây Ban Nha và San Marino Calcio từ San Marino, thi đấu ở Ý. Monaco không có giải đấu bóng đá chính thức, Liechteinsten chỉ có một cúp quốc gia và tất cả bảy câu lạc bộ của nó đều thi đấu ở hệ thống thi đấu của Thụy Sĩ. Andorra và San Marino đều có một hệ thống thi đấu nghiệp dư, nhưng câu lạc bộ lớn nhất nước đều thi đấu ở quốc gia lớn bên cạnh, do vấn đề truyền thống và nhu cầu được thi đấu với các câu lạc bộ mạnh. Trong số các câu lạc bộ này, chỉ có AS Monaco FC và Vaduz FC là hai câu lạc bộ bóng đá chuyên nghiệp và cũng là hai câu lạc bộ mạnh nhất, các câu lạc bộ còn lại đều là bán chuyên nghiệp hoặc nghiệp dư. Các câu lạc bộ này thường là nguồn cung cấp cầu thủ cho đội tuyển quốc gia của các tiểu quốc.
Loại thứ hai là do vùng lãnh thổ của quốc gia này nằm lọt sâu bên trong quốc gia kia, hoặc vùng lãnh thổ đó chỉ thuận tiện đi đến quốc gia bên cạnh. Hiện nay chỉ có 4 câu lạc bộ đang còn trong tình trạng này, bao gồm câu lạc bộ Đức FC Büsingen (vùng Büsingen) và Ý AP Campionese (vùng Campione d'Italia) nằm trong lãnh thổ Thụy Sĩ. Câu lạc bộ Áo SV Kleinwalsertal chơi ở Đức, UE Bossòst là câu lạc bộ Tây Ban Nha chơi ở Pháp do các vấn đề đi lại.
Loại thứ ba là do tính chất dân tộc, các dân tộc là dân tộc thiểu số ở quốc gia bên cạnh quốc gia dân tộc của mình thường có xu hướng thi đấu ở quốc gia dân tộc của mình. Số này bao gồm các câu lạc bộ từ quần đảo  Åland, một vùng tự trị dân tộc Thụy Điển ở Phần Lan, chơi cho giải Thụy Điển (hiện nay chỉ còn 2 câu lạc bộ), các câu lạc bộ từ phần dân tộc Hi Lạp của Síp chơi tại giải Hy Lạp (hiện nay đều đã chuyển qua chơi ở giải Síp), các câu lạc bộ người Serbia ở Bắc Kosovo chơi ở Serbia thay vì Kosovo (hầu hết các câu lạc bộ người Serbs ở Kosovo hiện nay đều vẫn chơi ở Serbia).
Loại thứ tư là do lãnh thổ đang tranh chấp, sau sự sáp nhập Crimea từ Ucraina vào Nga, các câu lạc bộ từ Crimea đã tham gia vào giải Nga. Sau khiếu nại từ Ucraina, UEFA và liên đoàn bóng đá Nga đi đến thỏa thuận xây dựng giải vô địch Crimea, giải tạm thời nằm dưới sự quản lý trực tiếp của UEFA và liên đoàn bóng đá Nga.
Danh sách cụ thểː *

#### Andorra / Tây Ban Nha
→ : Andorran ở Tây Ban Nha
- FC Andorra chơi ở hệ thống thi đấu của Tây Ban Nha, giải Primera Catalana (Hạng 5)

#### Áo/ Đức
→ : Áo ở Đức
- SV Kleinwalsertal đã chơi ở Đức từ những năm 1960, chơi ở hạng A-Klasse Allgäu 4 vào năm 2016-17.
[6]

#### Síp/ Hy Lạp
→ : Síp ở Hy Lạp
- Olympiakos Nicosia các mùa 1967–68, 1969–70, and 1971–72.
- AEL Limassol mùa 1968–69.
- EPA Larnaca FC mùa 1970–71.
- AC Omonia mùa 1972–73.
- APOEL F.C. mùa 1973–74.

Từ năm 1967 đến năm 1974, nhà vô địch của Hạng nhất Síp được thăng lên Hạng nhất của Hy Lạp.

#### Phần Lan/ Thụy Điển
→ : Phần Lan ở Thụy Điển
- IF Fram 1999–2011
- IF Östernäskamraterna 2004–2007
- Eckerö IF 2005–2009
- Jomala IK 2000–2005
- IF Finströms Kamraterna 2002–2003
- IF Start 2004
- Lemlands IF 2011– nay (Division 6, Uppland östra (Hạng 8))
- Hammarlands IK 2014– nay (Division 7, Uppland östra (Hạng 9))

Tất cả các câu lạc bộ đều có trụ sở tại quần đảo Åland, một khu tự trị của Phần Lan có dân số người Thụy Điển.

#### Đức / Thụy Sĩ
→ : Đức ở Thụy Sĩ
- FC Büsingen chơi ở hệ thống thi đấu của Thụy Sĩ (3. Liga - Group 5), tương đương hạng 7 bởi vì Büsingen là một vùng đất được bao quanh bởi Thụy Sĩ.

#### Ý / Thụy Sĩ
→ : Ý ở Thụy Sĩ
- AP Campionese chơi ở hệ thống thi đấu của Thụy Sĩ (5. Liga - Group 1), tương đương hạng 9 bởi Campione d Ý là một vùng đất được bao quanh bởi Thụy Sĩ.

 → : Thụy Sĩ ở Ý : 
- FC Chiasso chơi ở Ý từ năm 1914 đến năm 1923.

#### Kosovo / Serbia
→ : Kosovo trong Serbia
Kosovo vẫn chỉ là một quốc gia được công nhận một phần và chính phủ của Serbia vẫn tuyên bố lãnh thổ như là của mình. Do Serbia từ chối các tổ chức của Kosovo, người Serbia ở Bắc Kosovo hành động độc lập trong thể thao. Ví dụ, Giải hạng nhất Bắc Kosovo chủ yếu là bao gồm các câu lạc bộ từ 4 thành phố đông người Serbia ở Bắc Kosovo. Cả hai chính phủ đã đồng ý vào việc tạo ra một Hội đồng tự quản các thành phố của người Serb.
Vào năm 2016, Kosovo trở thành thành viên thứ 55 của UEFA, nhưng các câu lạc bộ của người Serb ở Kosovo vẫn chơi ở hệ thống thi đấu của Serbia.
- Giải đấu vô địch của Bắc Kosovo là một phần của hạng năm trong hệ thống thi đấu của Serbia.
- FK Ibar Leposavić
- FK Kopaonik Lešak
- FK Moša Banje
- FK Rudar Kosovska Mitrovica
- FK Zvečan
- FK Radnik Prilužje (cho đến 2013)
- FK Sočanica (cho đến 2014)

Có hai câu lạc bộ khác từ phía Bắc Kosovo, mà cạnh tranh trong giải đấu khác nhau:
- FK Mokra Gora chơi ở Serbian League West
- FK Trepča chơi ở Morava Zone League

#### Liechtenstein / Thụy Sĩ
→ : Liechtenstein ở Thụy Sĩ
- FC Balzers
- B Eschen/Mauren
- FC Ruggell
- FC Schaan
- FC Triesen
- FC Triesenberg

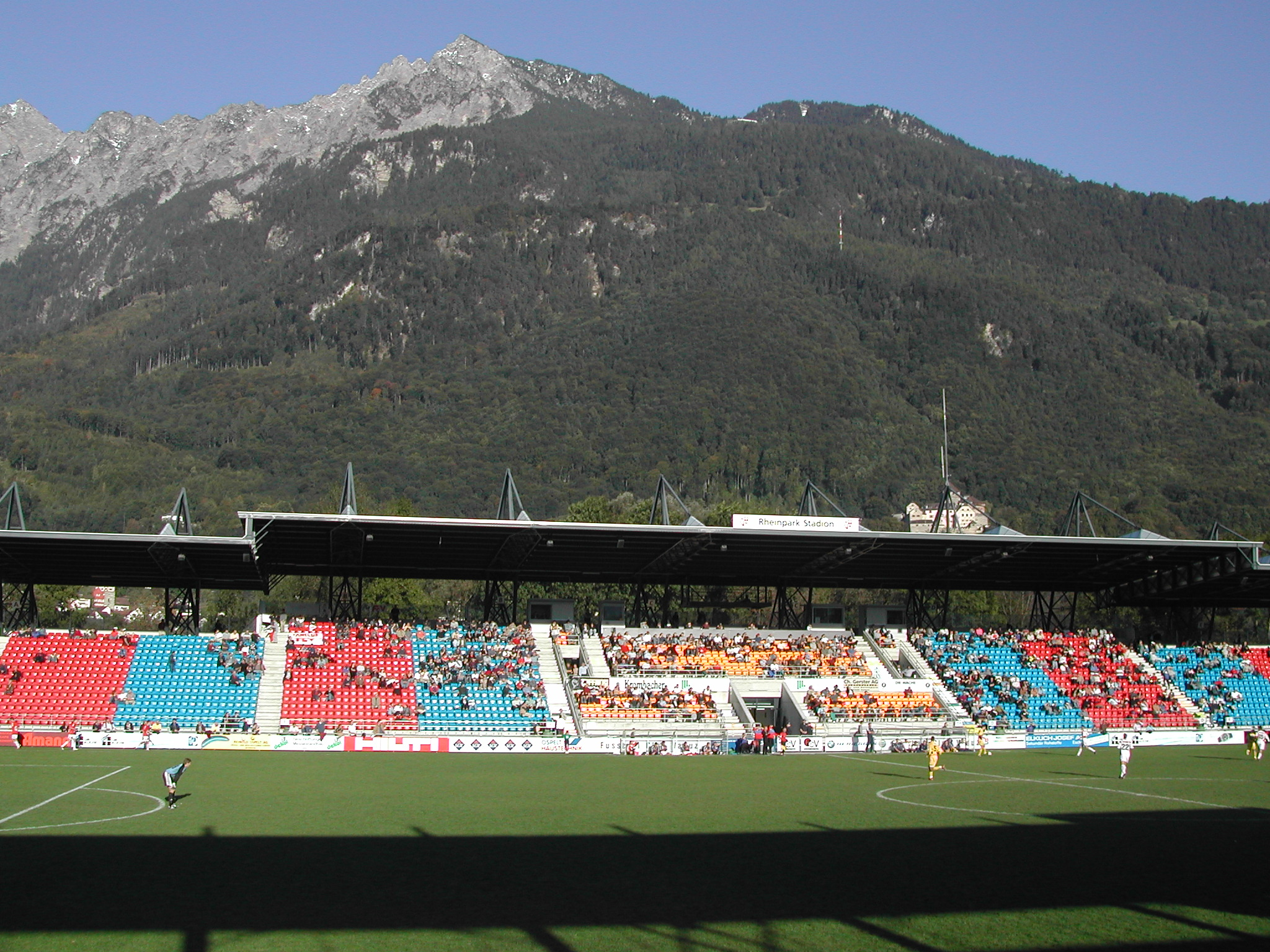
Rheinpark Stadion, sân nhà của FC Vaduz, câu lạc bộ duy nhất từ Liechtenstein đã từng thi đấu ở hạng cao nhất trong hệ thống thi đấu của Thụy Sĩ

- FC Vaduz (hiện đang thi đấu tại Swiss Challenge League giải cao thứ hai của Thụy Sĩ).Vaduz đã có hai lần thi đấu ở giải Super League Thụy Sĩ, lần đầu tiên trong mùa giải 2008-09 và lần thứ hai từ 2014-15 đến 2016-17. Họ là đội duy nhất của Liechtenstein từng chơi ở hạng cao nhất của bóng đá Thụy Sĩ.)

Tất cả các câu lạc bộ ở Liechtenstein chơi trong hệ thống giải đấu bóng đá Thụy Sĩ, do Liechtenstein không có giải đấu được công nhận chính thức của riêng nó. Các câu lạc bộ này cũng thi đấu tại Liechtenstein Football Cup, giải vô địch duy nhất của Liechtenstein, với nhà vô địch đại diện cho Liechtenstein tại UEFA Europa League. Các câu lạc bộ Liechtenstein không thi đấu trong cúp Thụy Sĩ và không đủ điều kiện tham dự các cuộc thi ở châu Âu thông qua hệ thống giải đấu Thụy Sĩ.

#### Monaco / Pháp
→ : Monaco ở Pháp
- AS Monaco FC chơi trong hệ thống giải đấu bóng đá Pháp (Ligue 1 từ 2013-2014), do Monaco không có một giải đấu chuyên nghiệp. Đây là một trong những câu lạc bộ thành công nhất tại Pháp khi giành được tám chức vô địch Ligue 1, năm Coupe de France và một danh hiệu Coupe de la Ligue, và cũng đã từng đại diện cho Pháp trong các cuộc thi ở châu Âu, đạt đến trận chung kết UEFA Cup Winners' Cup và UEFA Champions League trong năm 2004.

#### San Marino / Ý
→ : San Marino ở Ý
- San Marino Calcio chơi trong hệ thống giải đấu bóng đá Ý (Serie D vào năm 2015-16).
- AC Juvenes / Dogana đã chơi ở Campionato Sammarinese di Calcio và các hạng đấu nghiệp dư ở Ý cho đến mùa giải 2006-07. Bây giờ họ chơi chỉ trong giải đấu Sammarino. Juvenes / Dogana được thành lập vào năm 2000 sau khi sáp nhập của SS Juvenes và GS Dogana: cả hai câu lạc bộ đã chơi tại Ý vào thời điểm sáp nhập.

Giải vô địch của San Marino chỉ được thành lập vào năm 1985. Trước năm đó, các đội Sammarino khác đã thi đấu trong hệ thống của Italy, mặc dù chỉ có San Marino Calcio mới được tham gia vào hệ thống và cũng có thể dành cho Coppa Italia:  
- S.P. Cailungo
- F.C. Domagnano
- S.C. Faetano
- F.C. Fiorentino
- S.P. La Fiorita
- S.S. Folgore Falciano Calcio
- A.C. Juvenes/Dogana
- A.C. Libertas
- S.S. Murata
- S.S. Pennarossa
- S.S. San Giovanni
- S.P. Tre Fiori
- S.P. Tre Penne
- S.S. Virtus

#### Tây Ban Nha / Pháp
→ : Tây Ban Nha ở Pháp
- UE Bossòst chơi ở hệ thống giải đấu của Pháp (Ligue Haute Garonne Comminges – Categorie Excellence).
- AF Les played chơi ở hệ thống giải đấu của Pháp (Ligue Haute Garonne Comminges) cho đến mùa 2006-07.

#### Ukraine / Nga
→ : Ucraina ở Nga
- FC SKChF Sevastopol (trước đây là FC Sevastopol)
- FC TSK Simferopol (trước đây là SC Tavriya Simferopol)
- FC Zhemchuzhina Yalta

Ba câu lạc bộ là từ Crimea, một lãnh thổ được Ucraina và phần lớn các quốc gia công nhận là một phần của Ukraine, nhưng đã được kiểm soát có hiệu quả của Nga như Cộng hòa Crimea kể từ cuộc khủng hoảng Crimean năm 2014. FC Sevastopol và SC Tavriya Simferopol lần cuối cùng chơi trong Premier League 2013-14 ở Ucraina, và đã bị giải tán sau khi kết thúc mùa giải. Ba câu lạc bộ đã tham gia Liên đoàn Bóng đá chuyên nghiệp Nga bắt đầu từ mùa giải 2014-15, sau khi được Liên đoàn Bóng đá Nga chấp thuận.  Sự bao gồm các câu lạc bộ Crimean trong các cuộc thi Nga đã không được FIFA hoặc UEFA chấp thuận, và Liên đoàn bóng đá Ukraine đã nộp đơn khiếu nại. Vào ngày 22 tháng 8 năm 2014, UEFA quyết định "bất kỳ trận bóng đá nào của các CLB Crimea được tổ chức dưới sự bảo trợ của Liên đoàn Bóng đá Nga sẽ không được UEFA công nhận cho đến khi có thông báo mới", và vào ngày 4 tháng 12 năm 2014, UEFA cho phép các câu lạc bộ Crimea tham dự giải vô địch Crimea, một giải thi đấu do Liên đoàn Bóng đá Nga và UEFA tổ chức từ ngày 1 tháng 1 năm 2015 và khu vực được coi là "vùng đặc biệt" cho mục đích bóng đá cho đến khi có thông báo mới.

## Châu Phi

#### Tây Sahara / Ma Rốc
→ : Tây Sahara ở Ma-Rốc
- JS Massira, từ thành phố El Aaiún do Ma-rốc kiểm soát ở lãnh thổ tranh chấp của Tây Sahara, chơi tại Botola 2, hạng thứ hai của Liên đoàn bóng đá Ma-rốc.

## Châu Mỹ
Nhiều giải đấu thể thao Bắc Mỹ được tạo thành từ các đội từ các quốc gia khác nhau - ba trong số bốn giải đấu chuyên nghiệp lớn nhất có các đội thể hiện các thành phố ở cả hai bên biên giới Hoa Kỳ - Canada. Hiện tượng này cũng có thể thấy trong các giải đấu bóng đá. Mặc dù các câu lạc bộ nước ngoài có thể và tham gia vào các giải đấu có trụ sở tại Hoa Kỳ, nhưng không đội bóng nào đủ điều kiện để tham gia Open Cup của Hoa Kỳ, chỉ mở cho các đội liên kết với Liên đoàn bóng đá Hoa Kỳ (US Soccer Federation). Họ cũng không đủ điều kiện để đại diện cho Hoa Kỳ trong CONCACAF Champions League. Những đội tham gia vào các giải đấu của Hoa Kỳ cũng tham gia vào các cuộc thi khác nhau dưới sự liên kết của các liên đoàn địa phương để giành quyền vào Champions League.
MLS chứa một số các câu lạc bộ Canada như Toronto FC, Montreal Impact (nay là CF Montréal) và Vancouver Whitecaps. 
Trước đây, các đội Canada thi đấu tại MLS không được tham dự CONCACAF Champions League bằng thành tích ở MLS mà chỉ có thể tham dự thông qua Giải vô địch bóng đá Canada, giải đấu cúp được tổ chức bởi Liên đoàn bóng đá Canada. Tuy nhiên, bắt đầu từ mùa giải MLS 2023, các đội Canada có thể tham dự CONCACAF Champions Cup (tiền thân là CONCACAF Champions League) qua thành tích ở mùa giải chính hoặc vòng Playoffs của MLS do suất của MLS không còn bị giới hạn dành cho các đội Hoa Kỳ nữa, hoặc qua Leagues Cup, giải đấu bao gồm các câu lạc bộ từ MLS và Liga MX của Mexico.
Ngoài ra, các giải Mỹ cũng từng chứa các câu lạc bộ từ Antigua và Barbuda, Bermuda và Puerto Rico. Một số câu lạc bộ bóng đá biến thể trong nhà của Mexico cũng đang chơi ở Mỹ.

## Châu Á Và Châu Đại Dương

#### Úc / Singapore
→ : Úc ở Singapore
- Perth Kanguru IFC và Darwin Cubs chơi trong những năm 1994 Singapore League, chơi ở hạng đầu tiên và thứ hai tương ứng.

#### Brunei / Malaysia
→ : Brunei trong Malaysia
- DPMM FC chơi tại Malaysia League vào năm 2006, và Malaysia Super League trong năm 2007 và năm 2008. Đội quay trở lại Malaysia Super League từ mùa giải 2025–26.
- Các Liên đoàn bóng đá Brunei Darussalam đã từng gửi một đội bóng chơi tại Premier League của Malaysia.

#### Brunei / Singapore
→ : Brunei ở Singapore
- DPMM FC chơi ở S.League, bắt đầu từ năm 2009, sau khi bị đuổi ra khỏi Malaysia Super League trong mùa giải 2009 (xem ở trên). Họ cũng được mời tham dự Singapore Cup năm 2007. Kể từ khi FIFA cấm Brunei FA vào năm 2009, DPMM FC đã đình chỉ sự tham gia của họ và chỉ bắt đầu lại vào năm 2012. Đội lại chuyển sang giải Malaysia (xem ở trên) sau mùa giải 2024–25.

#### Trung Quốc / Hong Kong
→ : Trung Quốc đại lục ở Hong Kong
- Lanwa FC chơi trong các hạng nhất Hồng Kông cho ba mùa từ năm 2005 đến năm 2008. Trong khi Hong Kong là một đặc khu hành chính của Trung quốc, nó có liên đoàn bóng đá riêng (Hiệp hội bóng đá Hồng Kông) và giải đấu chuyên nghiệp (hạng nhất Hồng Kông).
- Sheffield Hoa và Xiangxue Eisiti đưa đội dự bị của các câu lạc bộ (ở Trung Quốc) chơi ở hạng nhất Hồng Kông mùa 2008-09. Tuy nhiên, cả hai đội chọn sân nhà của họ ở Hồng Kông.
- R&F (một đội dự bị của Quảng châu R&F F. C.một mức độ chuyên gia câu lạc bộ ở Chinese Super League) chơi trong các hạng nhất Hồng Kông, bắt đầu từ mùa 2016-17.

#### Malaysia / Úc
→ : Malaysia ở Úc
- Harimau Muda A đã thi đấu tại National Premier Leagues Queensland trong mùa giải 2014, nhưng đã chơi tất cả các trận đấu tại Úc.

#### Malaysia / Singapore
→ : Malaysia ở Singapore
- Là một phần của thỏa thuận hai chiều với Hiệp hội bóng đá Singapore, Hiệp hội bóng đá Malaysia chọn đội u-22, được gọi là Harimau Muda A, tại S-League từ năm 2012 đến 2015 (năm 2014 với đội B (xem ở trên)).

 → : Singapore trong Malaysia
- Các Liên đoàn bóng đá Singapore lựa chọn một đội bóng để tham gia tại Premier League của Malaysia, nhưng kéo dài ra sau mùa giải 1994 sau một vụ tranh chấp với Liên đoàn bóng đá Malaysia, và ra mắt giải riêng của mình S.League. Từ năm 2012 đến năm 2015, một đại diện Singapore mới, dựa trên đội U-23 tham gia Super League Malaysia và Malaysia Cup.

#### New Zealand / Úc
→ : New Zealand ở Úc
- Wellington Phoenix chơi ở A-League, bắt đầu từ mùa giải 2007-08. Auckland FC cũng gia nhập từ mùa giải 2024–25.
- New Zealand Knights đã chơi bóng tại National Soccer League từ năm 1999 đến năm 2004 (như Football Kingz FC) và tại A-League từ năm 2005 đến năm 2007.

Vì New Zealand là thành viên của OFC và Úc là một thành viên của AFC kể từ khi chuyển từ OFC vào năm 2006, Wellington Phoenix và Auckland FC đang chơi trong giải đấu của một thành viên của một liên đoàn bóng đá châu lục khác. Theo thỏa thuận với FIFA, AFC và OFC, hai đội bóng này không được phép tham gia AFC Champions League. Họ cũng không tham gia OFC Champions League, vì New Zealand được đại diện bởi các câu lạc bộ từ giải bóng đá của mình, New Zealand National League. Wellington Phoenix và Auckland FC là hai đội bóng chuyên nghiệp duy nhất tồn tại ở New Zealand; New Zealand National League chỉ là giải bán chuyên. Đội dự bị của của Wellington Phoenix bắt đầu chơi ở giải vô địch NZ năm 2014-15, và có mặt trong mỗi mùa giải kể từ đó.

#### Đội nước ngoài và vệ tinh ở Singapore
Bên cạnh DPMM FC, một số đội tuyển "nước ngoài" cũng đã từng chơi ở S.League. Những câu lạc bộ này, mặc dù thi đấu tại Singapore, đều là đội vệ tinh của các câu lạc bộ nước ngoài hoặc được tạo thành độc quyền của các cầu thủ nước ngoài:  
- Albirex Niigata FC Singapore (đội vệ tinh của Albirex Niigata, câu lạc bộ chuyên nghiệp thi đấu tại J1 League của Nhật Bản)
- Bắc Kinh Guoan Talent Singapore FC (một đội vệ tinh của Bắc Kinh Guoan FC, một câu lạc bộ chuyên nghiệp thi đấu tại Giải bóng đá siêu cấp Trung Quốc)
- Đại Liên Shide Siwu FC (một đội vệ tinh của Đại Liên Haichang, một câu lạc bộ chuyên nghiệp thi đấu tại Giải bóng đá siêu cấp Trung Quốc)
- Etoile FC (bao gồm các cầu thủ có nguồn gốc Pháp)
- Liêu Ninh Guangyuan FC (một đội vệ tinh của Liêu Ninh FC, một câu lạc bộ chuyên nghiệp thi đấu tại Giải bóng đá siêu cấp Trung Quốc)
- Sinchi FC (một đội gồm các cầu thủ đến từ Trung Quốc)
- Sporting Afrique FC (gồm các cầu thủ có nguồn gốc Châu Phi)
- Yishun Super Reds FC (bao gồm các cầu thủ từ Hàn Quốc)

Tính đến năm 2016, chỉ có Albirex Niigata Singapore chơi ở S.League. Các đội nước ngoài không được phép đại diện cho Singapore trong các giải đấu cấp câu lạc bộ của AFC như AFC Champions League Elite, AFC Champions League Two (tiền thân là AFC Cup) và AFC Challenge League.
Trong những năm gần đây, các câu lạc bộ nước ngoài từ các nước khác cũng đã được mời tham gia Singapore Cup.